# Wiedźmin z Wielkiego Kijowa
Wiedźmin z Wielkiego Kijowa (ros. Ведьмак из Большого Киева) – seria opowiadań z gatunku techno-fantasy, autorstwa rosyjskojęzycznego pisarza ukraińskiego  Władimira Wasiljewa. Jest to parodia sagi o Wiedźminie Andrzeja Sapkowskiego, która została napisana za zgodą autora oryginalnego utworu.
W 2003 roku seria literacka została uhonorowany Złotym Kaduceuszem na Międzynarodowym Festiwalu Fikcji "Most Gwiazdowy" (1. miejsce) w kategorii „Cykle, serie i powieści z kontynuacją”. Również tytułowa historia „Wiedźmin z Wielkiego Kijowa” otrzymała w 2000 r. obie nagrody festiwalu Urania: „Większa Urania” od czytelników i „Mała Urania” od społeczności pisarskiej.

## Opowieści przetłumaczone na język polski
- Wiedźmin z Wielkiego Kijowa
- Obowiązek, honor i taimas
- Kwestia ceny
- Ojczyzna obojętności
- Barwy braterstwa

## Świat Wielkiego Kijowa
Ziemia, zamieszkana nie tylko przez homo sapiens, przetrwała kolizję z wielkim ciałem niebieskim. Teraz jest to świat, w którym ludzie, koboldy, elfy, orki i inne rasy koegzystują ze sobą bez szczególnych tarć. Dzieli się on na wielkie metropolie i tereny pomiędzy nimi, Zamknięte Autonomiczne Terytoria, nie podlegające pod jurysdykcję miast. Istotom rozumnym nie tylko udało się przeżyć, ale i dalej rozwinąć, jednak miało to swoją cenę. Magia i nauka uległy trwałemu połączeniu, maszyny żyją, mają swoje uczucia i swoje cele. Jednak to, co miało ułatwić życie – uduchowiona technologia – staje się z czasem śmiertelnie niebezpieczne. Rozumne maszyny, pozbawione dozoru, przeradzają się w potwory łaknące ofiar z żyjących. Bywa, że lęgną się samorzutnie, w porzuconych fabrykach. Pokonanie ich staje się nie na siły zwykłych istot i doprowadza w końcu do powstania miejsca, zwanego Arzamas-6, szkołą wiedźminów, szkolonych do walki z mechanicznymi bestiami.